# Google Art Project
Google Art Project е онлайн платформа, чрез която хората получават достъп до изображения с висока резолюция на произведения на изкуството, намиращи се в музеите партньори на инициативата.

## Описание
Google Art Project представлява сътрудничество с едни от най-известните и световно признати художествени институции, даващо възможност на хората да открият и видят онлайн произведения на изкуството в необикновени детайли. Работейки с повече от 250 институции, Google успяват да съберат десетки хиляди творения на повече от 6000 художници. В тази сбирка, съдържаща повече от 30 хиляди произведения, е включена и отбрана селекция от известни творби, представени в изображения с изключително висока резолюция. Има възможност за 360 градусови разходки на дадени галерии посредством технологията Street View ”indoor”. Проектът се е разраснал значително от стартирането му. Броят на изображенията е нараснал от 1000 в началото до 45 хиляди, а Street View предлага обиколки на над 60 музея.
Проектът стартира на 1 февруари 2011 г., като в него участват 17 международни музея, между които Галерия Тейт, Лондон; Музей на изкуството „Метрополитън“, Ню Йорк и Галерия Уфици, Флоренция. На 3 април 2012 г. Google обявява значително разширяване на Art Project след подписването на партньорски споразумения със 151 музея. Освен това излиза и втора подобрена версия на уебсайта с нови функции в Google+, повече възможности при търсене и серия образователни приложения. Идеята на Google е тази подобрена версия да се превърне в глобален проект. Съобразно с това Art Project е достъпен на 18 езика, включително френски, японски, полски и португалски.
Art Project възниква като резултат от политиката на Google „20 процента време“, с която служителите са насърчавани да прекарват 20% от тяхното време, работейки над иновативен проект на интерес. Малка екип от служители създават концепцията за Art Project след дискусия върху това как да се използва технологията на Google, за да се направят музеите по-достъпни. Идеята за Art Project напълно съвпада с мисията на Google „да организира световната информация и да я направи универсално достъпна и полезна“. Така през 2009 г. изпълнителните директори се съгласяват да подкрепят проекта.
Днес големи и малки, класически и модерни музеи, от над 40 страни по света, споделят изображения с високо качество на цели колекции. Те включват картини, скици, скулптури, исторически и религиозни артефакти, снимки и важни ръкописи.

## Предоставяни възможности
- Виртуална обиколка на галерията (Gallery View) – потребителите могат да се „разходят“ из галериите на всеки музей, който участва в проекта, използвайки същите функции като Google Street View, или чрез кликване върху плана на галерията.
- Разглеждане в детайли (Artwork View, Microscope view) – потребителите могат да приближават и увеличават дадена творба, за да видят снимката в по-голям детайл. Достъпни за разглеждане са над 32 хиляди изображения с висока резолюция. Microscope view предоставя на потребителите динамичен образ на произведението, както и научна и контекстуална информация, с цел да разшири тяхното разбиране и възприемане на творбата. Има и подробна информация относно физическите характеристики на работата – размери, материали, автор. На музеите е дадена възможността да включат Допълнителни бележки, История на творбата и Информация за автора, като сами решават колко материал искат да споделят, поради което количеството информация варира според музей и творба. Използвайки услуги като Google Scholar и YouTube, Google предоставят външни линкове към допълнителна информация.
- Създаване на собствена колекция – потребителите могат да създадат собствена колекция, като използват акаунта си в Google. Могат да компилират неограничено количество изображения, от който и да е музей на сайта, и да запазват определени изгледи на творбата, като по този начин създават своя лична виртуална изложба. Чрез функцията за съкращаване на линкове Goo.gl, потребителите могат лесно да споделят своята колекция с други хора в социалните мрежи или други онлайн комуникационни канали. Втората версия на Art Project интегрира социалната медийна платформа Google+, така че потребителите на сайта да могат да качват видео и аудио съдържание, за да персонализират своята галерия.
- Explore and Discover – във втората версия Google актуализира възможностите за търсене, като целта е да се улесни намирането на дадена творба. Потребителите вече могат да намират изкуство чрез филтриране на търсенето си с няколко категории, които включват художник, музей, вид на творбата, дата и страна. Резултатите от търсенето се показват в слайдшоу формат. Тази нова функционалност позволява на потребителите на сайта да търсят в множество колекции, за да намерят произведенията на изкуството, които отговарят на техните интереси.
- Видео и Аудио съдържание – няколко от партньорските музеи вече са включили обиколка с екскурзовод или видеоклипове за „Добре дошли“ на своите галерии. Това осигурява на потребителите възможност да се разходят виртуално из даден музей и да слушат аудио екскурзовод за конкретни творби, или да участват във видео обиколка, в която експерт ги води през галерия. Пример за „посрещащо“ видео е това на Мишел Обама за галерията на Белия дом.
- Образование – Google Art включва няколко образователни инструменти и ресурси за учители и ученици. Google създава множество образователни клипове, достъпни чрез канал в YouTube, който е вграден в уеб страницата на Google Art. Други две страници, наречени „Гледай като експерт“ („Look Like an Expert“) и „Направи си сам“ („DIY“), предлагат на потребителите различни дейности. Например викторина за определяне на картина към определен стил. Страницата „Какво следва“ („What’s Next“) предоставя на посетителите на сайта списък на връзки към различни образователни материали и проекти.